# Switchboard
Switchboard – Zeitschrift für Männer und Jungenarbeit war eine von 1989 bis 2014 herausgegebene Fachzeitschrift, die sich zunächst als Informationsdienst in ihren Ausgaben verschiedener Themenbereiche der Männer-, Väter- und Jungenarbeit annahm. Die Herausgeber verstanden das Blatt als „Vermittlungsstelle für das, was Männer heute bewegt und was sie selbst bewegen“. Switchboard bot "Männern Hilfe und Orientierung an und gab monatlich eine aktuelle Liste der Männer-Aktionen heraus." Switchboard erschien zuletzt vier Mal im Jahr und war über ein Abonnement zu beziehen.

## Entwicklung
„Das Blatt ist die Fortsetzung eines Mitte der 80er Jahre in (West)Berlin erscheinenden Infodienstes im Lose-Blatt-Format. Nach dessen Ende griffen zwei Hamburger das Signal auf und beschlossen, regelmäßig über Männerfragen zu informieren. Im Februar 89 erschien die Nullnummer von Switchboard, das seitdem Gestalt, Inhalt und Ästhetik gewandelt hat.“ Das Anliegen von Switchboard war die praktische Information zur persönlichen und männerpolitischen (Neu-)Orientierung sowie zugleich die Förderung der überregionalen Vernetzung von allen an Männerfragen interessierten Personen und Organisationen. Die Zeitschrift griff kritisch-konstruktive Fragen nach dem Selbstverständnis und der Praxis von „Männlichkeit(en)“ auf, dokumentierte eine stetig wachsende Anzahl von diesbezüglich orientierten Initiativen, Projekten und anderen (institutionellen) Anbietern und unterstützte diese durch entsprechende Beiträge in ihren Ideen und Arbeitsansätzen. 1996 werden im Switchboard 200 Männerprojekte gelistet. Benedikt Sturzenhecker bezeichnete Switchboard im Jahr 1997 als „das informative Zentralorgan zum Thema Männlichkeit und seiner kritischen und selbstkritischen Thematisierung - eine ideale Hilfe zur Vernetzung.“ „Switchboard kann als Nachschlagewerk für die soziale Versorgung der Männer […] zum Thema Männlichkeit gelesen werden.“

## Zielgruppe
Sie richtete sich an interessierte Männer und Frauen, Einrichtungen mit Angeboten zur Männer- und Jungenarbeit, Beratungsstellen, Männerbüros, konfessionelle und nonkonfessionelle Organisationen der sozialen Arbeit, Bildungshäuser, Jugendhilfeträger, Fachverbände und therapeutische Praxen. Auch Ministerien, Bibliotheken und Gleichstellungsreferate gehörten zur Zielgruppe.

## Team und Partner
Herausgeber und Redakteure waren Alexander Bentheim und Andreas Haase mit den Redaktionssitzen in Hamburg und Detmold. Switchboard erschien im Verlag maennerwege GbR, Hamburg.
Die Heinrich-Böll-Stiftung Hamburg nennt die Fachzeitschrift Switchboard als „Kooperierende Institution“.

## Ende und Nachfolger
Nach Einstellen der Zeitschrift Ende 2014 bleiben zahlreiche Beiträge online verfügbar: „Artikel, Buchbesprechungen, Arbeitsmaterialien usw. – eine wahre Fundgrube“. Seit Juni 2015 wird Switchboard abgelöst durch das Internetportal www.maennerwege.de, das Alexander Bentheim und der langjährige Switchboard-Autor Frank Keil verantworten. Es bietet Artikel, Interviews, Buchrezensionen und Fotostrecken, davon die meisten als Downloads, auch von Gastautoren und -autorinnen.